# Abel Braga
Abel Carlos da Silva Braga (1 de setembre de 1952) és un exfutbolista brasiler i entrenador de futbol.
Va formar part de l'equip brasiler a la Copa del Món de 1978.

## Palmarès

### Jugador
Fluminense
- Campionat carioca: 1971, 1973 and 1975

Vasco
- Campionat carioca: 1977

### Entrenador
Atlético Paranaense
- Campeonato Paranaense: 1998

Coritiba
- Campeonato Paranaense: 1999

Vasco
- Taça Guanabara: 2000

Flamengo
- Campionat carioca: 2004
- Taça Guanabara: 2004

Fluminense
- Campionat carioca: 2005, 2012
- Taça Rio: 2005
- Taça Guanabara: 2012
- Campeonato Brasileiro Série A: 2012

Internacional
- Copa Libertadores: 2006
- Campionat del Món de Clubs de futbol: 2006

Al Jazira
- Copa de la Lliga dels Emirats Àrabs Units: 2010
- Lliga dels Emirats Àrabs Units de futbol: 2010–11
- Copa dels Emirats Àrabs Units de futbol: 2010–11